# Zevenheuvelenloop 1990
De Zevenheuvelenloop 1990 vond plaats op 18 november 1990 in Nijmegen. Het was de zevende editie van deze wedstrijd.
De wedstrijd bij de mannen werd gewonnen door de Nederlander Tonnie Dirks in 44.53. Bij de vrouwen won de Nederlandse Carla Beurskens in 52.06.
In totaal schreven een recordaantal van 3510 deelnemers in waarvan er 3266 finishten.
Deze editie was niet officieel opgemeten en volgens de Association of Road Racing Statisticians was het parcours enkele honderden meters te kort.

## Uitslagen

### Mannen
| rang   | naam                | land | tijd  |
| ------ | ------------------- | ---- | ----- |
| Goud   | Tonnie Dirks        | NED  | 44.53 |
| Zilver | Nick Rose           | ENG  | 44.54 |
| Brons  | Bert van Vlaanderen | NED  | 45.49 |
| 4      | Marco Gielen        | NED  | 46.26 |
| 5      | Jan van Rijthoven   | NED  | 46.31 |
| 6      | Kees Kraaijeveld    | NED  | 46.46 |
| 7      | Martin Grüning      | GER  | 46.57 |
| 8      | Dick Tesselaar      | NED  | 47.01 |
| 9      | Robin Bergstrand    | NED  | 47.04 |
| 10     | Anthony Byrne       | GBR  | 47.09 |

### Vrouwen
| rang   | naam              | land | tijd  |
| ------ | ----------------- | ---- | ----- |
| Goud   | Carla Beurskens   | NED  | 52.06 |
| Zilver | Joke Kleijweg     | NED  | 52.19 |
| Brons  | Mieke Hombergen   | NED  | 54.18 |
| 4      | Marlie Marutiak   | NED  | 54.56 |
| 5      | Petra van Limpt   | NED  | 55.43 |
| 6      | Mies Kuipers      | NED  | 58.05 |
| 7      | Marianne Knapen   | NED  | 58.21 |
| 8      | Gerrie Timmermans | NED  | 58.46 |
| 9      | Tonnie Huybers    | NED  | 58.47 |
| 10     | Henny Verdonk     | NED  | 59.44 |

1984 ·
1985 ·
1986 ·
1987 ·
1988 ·
1989 ·
1990 ·
1991 ·
1992 ·
1993 ·
1994 ·
1995 ·
1996 ·
1997 ·
1998 ·
1999 ·
2000 ·
2001 ·
2002 ·
2003 ·
2004 ·
2005 ·
2006 ·
2007 ·
2008 ·
2009 ·
2010 ·
2011 ·
2012 ·
2013 ·
2014 ·
2015 ·
2016 ·
2017 ·
2018 ·
2019 ·
2022